# Schloss Silberegg

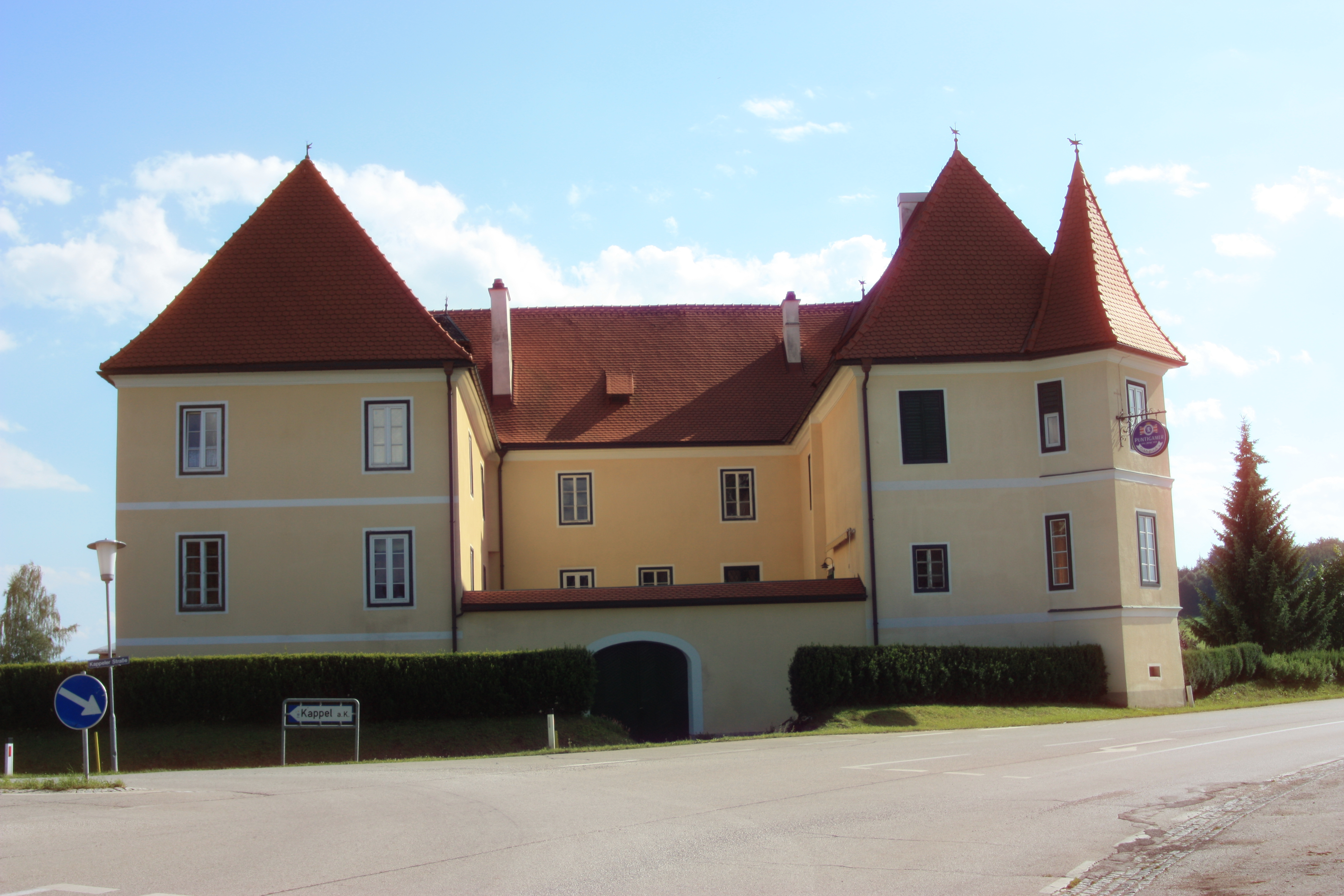
Schloss Silberegg, Nordostfassade

Schloss Silberegg ist ein Anfang des 16. Jahrhunderts errichtetes denkmalgeschütztes Bauwerk im gleichnamigen Ort Silberegg, der heute zur Gemeinde Kappel am Krappfeld in Kärnten zählt.

## Geschichte
Silberegg ist ein Dorf südöstlich von Althofen, das 1202 und 1285 erstmals urkundlich aufscheint. Aufgrund der Silbervorkommen existierte hier schon in der Römerzeit eine Ansiedlung, worauf Funde von Gebäuderesten und zahlreiche Bodenfunde hindeuten. Im Mittelalter gab es hier eine Burg, die 1274 mit Meinhalmus de Silbereke nachgewiesen ist. Ihr Standort ist aber heute nicht mehr feststellbar. 
Das Schloss entstand Anfang des 16. Jahrhunderts und wurde bereits in der jetzigen Form erbaut. Als Erbauer wird vielfach Bernhard Khulmer zum Rosenbichl vermutet, erster gesicherter Besitzer war ein Hans von Silberegg, der 1543 starb; sein Grabstein befindet sich in der Pfarrkirche hl. Georg. Seine Tochter heiratete Sebastian von Schönaich, danach ging das Schloss in den Besitz von Hans Leonhard Freiherr von Windischgrätz über. Dieser musste es – vermutlich im Zuge der Gegenreformation – verkaufen, so dass der Besitz 1629 an Georg Siegmund von Althofen (Ambthofen) ging, ein Gewerke aus Mauterndorf, der 1649 starb. Er erhielt 1632 die Konzession zur Errichtung der Silberegger Hütte und stieg 1641 in den Kärntner Landstand auf. Seine Tochter ehelichte den Freiherrn Christoph Andreas von Gaisruck († 1668). Vom letzten Besitzer dieses Namens übernahm der Gewerke Max Thaddäus von Egger in der zweiten Hälfte des 19. Jahrhunderts den Besitz samt Hütte. Danach wechselten die Besitzer des Ansitzes in rascher Folge, bis 1930 die Familie Gegenbaur Eigentümer des Schlosses wurde und es bis 1980 besaß. 1996 kaufte Hermann Fleischhacker das Schloss von der Familie Schade. In den folgenden Jahren wurde das Schloss vom Keller bis zum Dach renoviert. Unter anderem wurde die historische Farbgebung wiederhergestellt. Neben mehreren Wohnungen befindet sich im Schloss auch eine Gastwirtschaft.

## Beschreibung

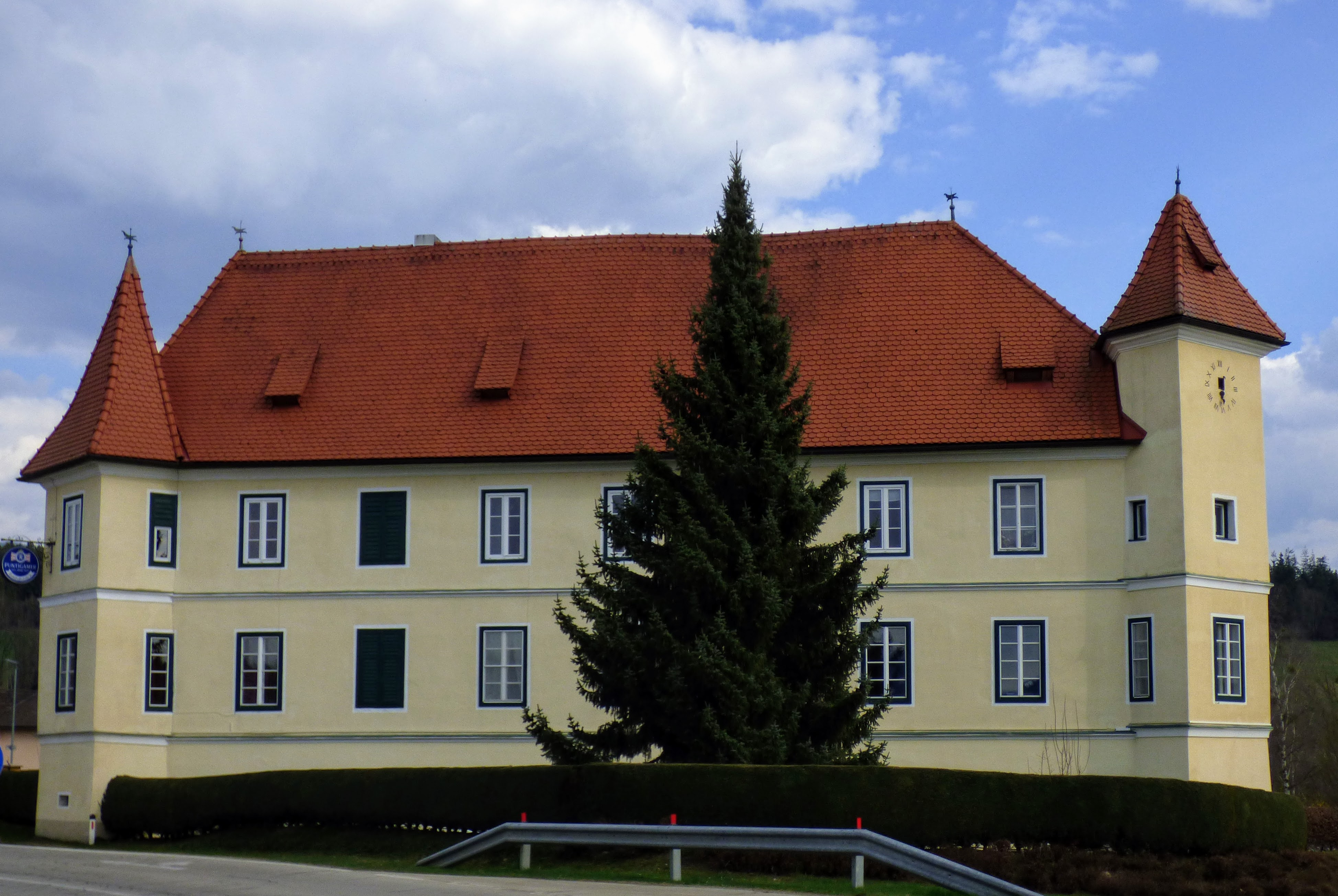
Schloss Silberegg, Nordwestfassade

Schloss Silberegg steht im Ortszentrum an der Abzweigung der Kappeler Straße (L94) von der Silberegger Straße (L82). Es ist ein dreiflügeliger, dreigeschoßiger Bau, der einen quadratischen Innenhof umschließt. An den Gebäudeecken befinden sich zwei schlanke, quadratische Türme mit Spitzhelm, die jedoch das Walmdach des Hauptgebäudes nur kaum überragen. Der Nordostturm musste im 20. Jahrhundert dem nahe liegenden Wirtschaftsgebäude weichen und wurde abgetragen. Gleichzeitig wurde der Südwestturm aufgestockt und dient seither als Uhrturm. Die Fassaden von 1870 haben eine einfache Gliederung: Kordongesimse, profiliertes Kranzgesims und schlichte Fensterrahmungen (Putzfaschen). An der Südwest-Seite befindet sich ein schlichtes Marmorportal mit profiliertem Gewände und waagrechtem Abschluss über Pilastern, mit Kapitellen aus Akanthusblättern.
Das Innere des Schlosses befindet sich im Erdgeschoß eine durchgehende Querlaube mit Tonnengewölbe und Stichkappen mit seitlichem Stiegenaufgang in die Beletage, darüber eine Halle mit barocker Stuckfelderdecke und einem schachbrettartig verlegten Steinboden aus dem 18. Jahrhundert.
Die Räume des ersten Stockes sind mit aufwendigen Tafelparkettböden versehen, die im Zuge der Renovierungsarbeiten 1997 wieder hergestellt wurden.
Neben dem Hauptgebäude befindet sich eine Gruppe von Wirtschaftsgebäuden, in denen zeitweise eine Brauerei (Silberbräu) sowie eine Brennerei eingerichtet waren. Die Brauerei wurde 1929 stillgelegt, die Brennerei wurde bis 2008 betrieben.